# Tapirus bairdii
Il tapiro di Baird (Tapirus bairdii Gill, 1865) è un mammifero della famiglia dei Tapiridae, diffuso in America centrale.

## Descrizione

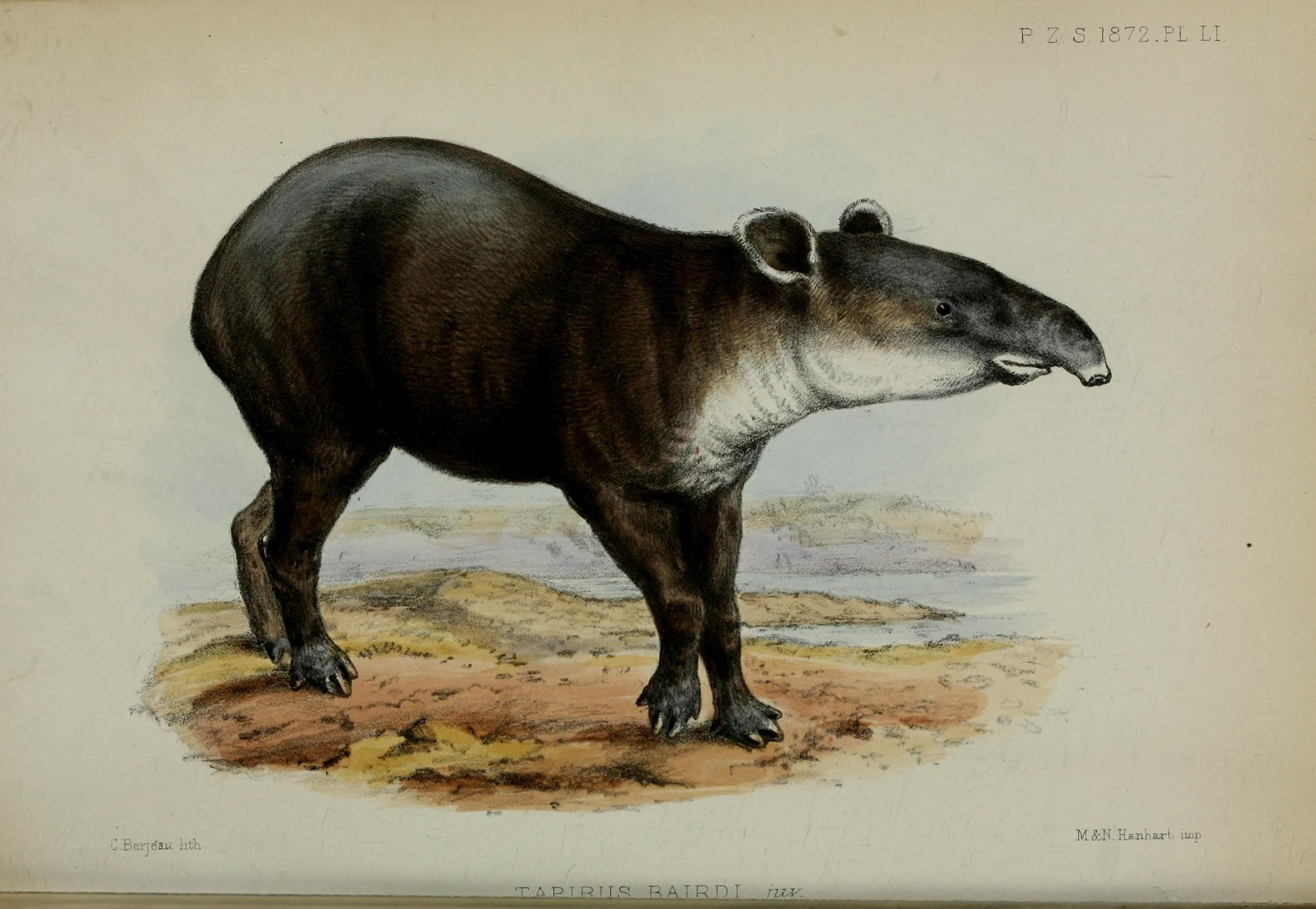
Illustrazione scientifica.

Il tapiro di Baird è facilmente distinguibile dalle altre specie di tapiri per una macchia color crema sulla faccia e la gola mentre il resto della pelliccia è di colore bruno-grigiastro.

È la più grande tra le specie di tapiri americani: può raggiungere i 2 m di lunghezza e 1,2 m in altezza, con un peso compreso tra 240 e 400 kg.
Al pari degli altri tapiri ha una coda piccola e tozza e una corta proboscide. Presenta quattro dita su ciascuna zampa anteriore e tre dita su quelle posteriori.

## Biologia

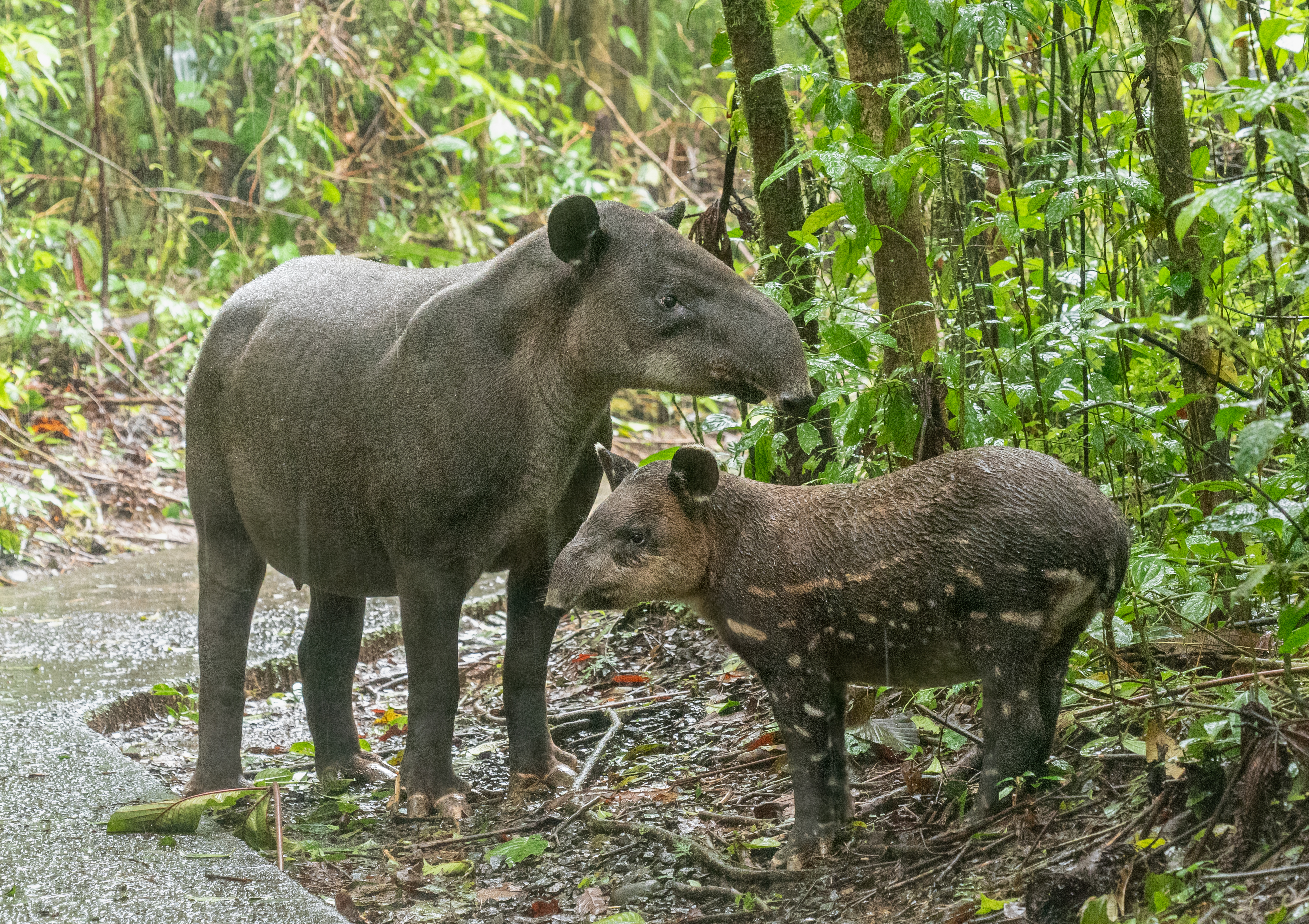
Madre e cucciolo.

È un animale di abitudini prevalentemente, ma non esclusivamente, notturne, che si nutre di foglie e frutti raccolti sul terreno.

Ama l'acqua e nei giorni caldi può trascorrere delle ore immerso in pozze e stagni.
Conduce generalmente una vita solitaria, anche se non è infrequente incontrare piccoli gruppi, generalmente formati da individui di età differenti (per lo più giovani con le loro madri).
Comunicano tra loro con fischi e squittii striduli.
L'aspettativa di vita media è di circa 30 anni.

### Riproduzione
La gestazione dura all'incirca 400 giorni, a conclusione dei quali ogni femmina dà alla luce, in genere, un solo piccolo (molto rari i parti gemellari). I cuccioli hanno una pelliccia rossastra con macchie e strisce bianche, una forma di mimetismo che li aiuta a sopravvivere nella folta foresta tropicale.

Per la prima settimana di vita i piccoli rimangono nascosti e la madre provvede a nutrirli tornando periodicamente alla loro tana. Trascorso tale periodo iniziano a seguire la madre nelle sue spedizioni alla ricerca di cibo. Verso la terza settimana di vita sono già in grado di nuotare. Lo svezzamento si completa al compimento del primo anno di vita.

I giovani tapiri raggiungono la maturità sessuale verso i 18-24 mesi.

## Distribuzione e habitat
Il Tapirus bairdii è diffuso nelle zone di foresta equatoriale dell'America centrale, comprendendo Messicomeridionale, Belize, Guatemala, Honduras, Costa Rica, Nicaragua, Panama e Colombia.
La specie risulta estinta in El Salvador, dubbia la sua presenza in Ecuador.
La sua presenza è stata segnalata sino ad un'altitudine di 3.350 metri.

## Nemici naturali
Il Tapiro di Baird, grazie alla sua mole, è un difficile avversario per i suoi pochi nemici naturali. Gli unici predatori in grado di sopraffarlo infatti sono gli esemplari di Coccodrillo americano (C.acutus) che superano i 4 metri, e il giaguaro che però difficilmente riesce ad avere la meglio.

## Status e conservazione
In base ai criteri della IUCN Red List la specie è considerata in pericolo di estinzione.
La Zoological Society of London, in base a criteri di unicità evolutiva e di esiguità della popolazione, considera Tapirus bairdii una delle 100 specie di mammiferi a maggiore rischio di estinzione.
La legislazione di alcuni paesi dell'America centrale, tra cui Messico, Belize, Guatemala, Costa Rica e Panama, vieta la caccia di questa specie. Il problema principale per la sopravvivenza della specie è rappresentato, oltreché dal suo lento tasso di riproduzione, dalla diminuzione del suo habitat a causa dalla deforestazione.